# 斯佩尔索恩
斯佩尔索恩（英語：Spelthorne）是英格兰一区（自治市、非都市區）。南、西两面濒临泰晤士河，北面和东面邻接大伦敦。包括斯坦斯（主要居民点和行政中心）、阿什福德、谢珀顿、森伯里和南缘。面积約51平方千米。

## 友好城市
- 法國 默伦